# 连珠
連珠，是五子棋的一个变种，為今日國際連珠聯盟採用的RIF規則等連珠競技規則的基礎。自十九世紀開始，日本對原始規則的五子棋進行了一系列的改造，陸續提出了禁手、連珠開局、十五路棋盤等改良方案，逐漸形成了現代的連珠規則。在中文地区，也经常直接使用“五子棋”一词来指代连珠规则。

## 名稱由來

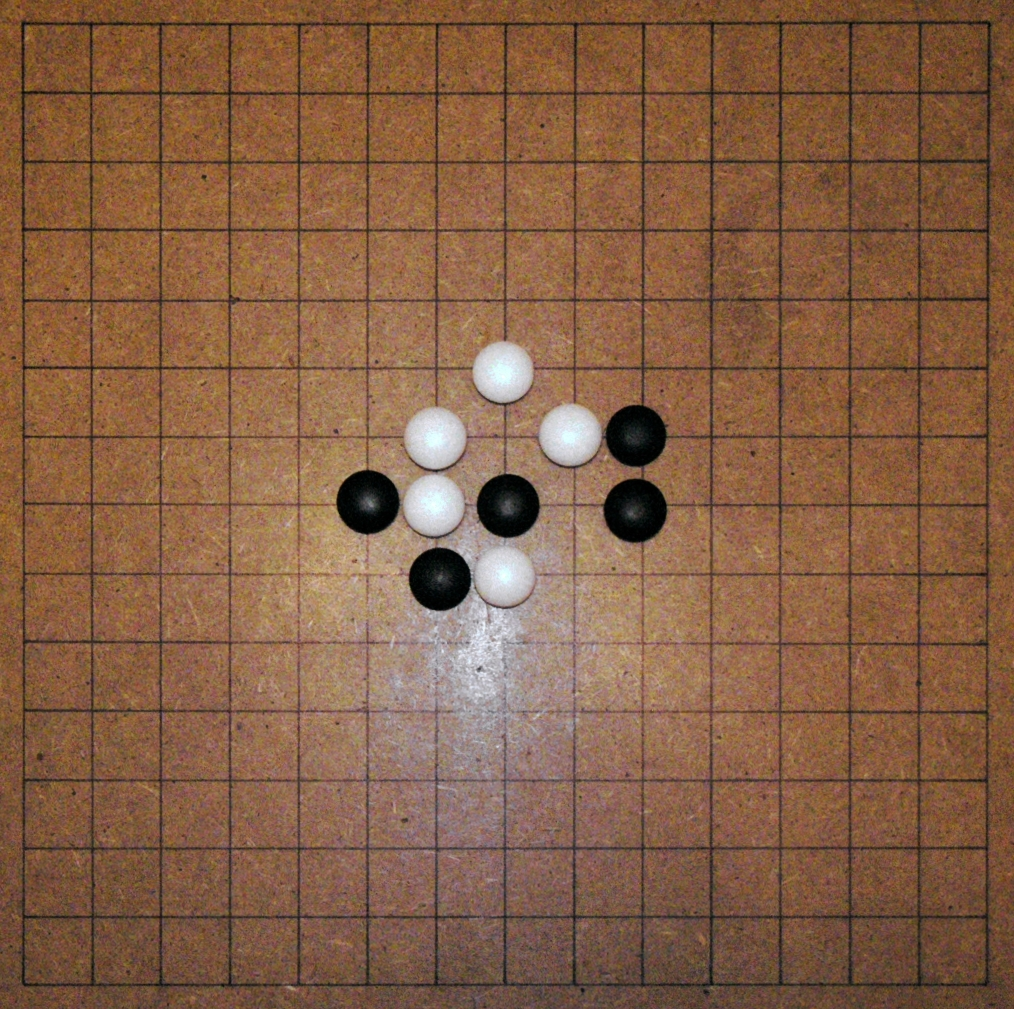

五子棋在日本曾被稱為“五石”、“格五”、“五法”、“五联”、“京碁”等。但中國古代文獻中的“格五”並不是五子棋的一種。“朝鮮五目”、“朝鮮碁”專指連珠的一種變體二拔連珠，與現代連珠不同。
《万朝报》于1899年9月连载了社长黑岩泪香（后成为初代名人高山互樂）所写的，引起很大反响。执黑必胜使五子棋失去了比赛和研究的意义。五子棋规则已經到了必须改革的時候。黑岩泪香对将五子棋称为的这种含轻视的称谓表示遗憾，同年12月6日《万朝报》向全日本民眾發起公开征名，最終以“聯珠”这一名称替代。“聯珠”語出《漢書·律历志》“日月如合璧，五星如联珠”。1946年，日本更改當用漢字，以“連珠”替代“聯珠”，現代“連珠”的名稱因此而來。

## 規則演變
依齋藤秀一、新井華石、社团法人日本連珠社官網等記述，多年來，日本的連珠规则經黑岩淚香（高山互樂）發行的《萬朝報》、東京聯珠社發行的《連珠新報》和日本連珠社等組織不断改良推廣，進程如下：
- 1847年，1856年松柳舎的《五石定蹟集》，玩法尚是原始規則的五子棋。
- 1892年，石井榮治郎的《格五定石集》載，黑白双方禁止走“雙活三”，至此出现“禁手”概念。
- 1903年，出現按珠形分为桂、间、连的21种开局。
- 1906年，黑岩泪香《聯珠真理》第二版，採用山本利八在1903年白方可下雙活三的提議。
- 1912年，《聯珠新報》採用河合柳石的建議，增加黑方被迫走“三三”也算输。同年規定，白方可走“长连”（超過五連）獲勝。
- 1917年，《聯珠新報》採用前川直之助的建議，增加黑方禁止走“长连”。
- 1918年，《聯珠新報》增加黑方禁止走“四三三”。
- 1931年，高木乐山提倡黑方禁止走“四四”、棋盤由十九路改為十五路盘。因爭論，採用此新規的坂田吾瑞等同好在1952年另外成立新日本連珠社。
- 1960年，經過長期爭論，以新井華石為首的日本聯珠連盟改採十五路盘，並於1966年與新日本連珠社合併為社团法人日本連珠社。
- 1988年，日本連珠社規定，為削弱黑棋，第五步需走兩個位置，白方擇其一個，簡稱“五手兩打”。
- 1995年，日本連珠社規定，下完前三步後，執白方有交換權，即“三手可交换”。
- 1996年，日本連珠社規定，執黑方開局下三子，“指定開局”。

## 術語
- 連五：縱、橫、斜線同色五子的緊連。
- 活四：兩端都可形成連五的四。
- 沖四：僅一端能形成連五的四。
- 活三：指可形成活四的三。
- 休三：指因禁手點無法形成活四的三。
- 眠三：僅能形成沖四的三。
- 四四：又稱雙四，一子出現兩條或以上活四或沖四。
- 三三：又稱雙活三，一子出現兩條或以上活三。
- 長連：縱、橫、斜線同色形成超過五子的連線。
- 禁手：黑子禁止下出雙活三、雙四、長連，下出則判敗[3]。

## 規則
- 黑子先行，白子後行，輪流落子。
- 黑棋有禁手，黑棋禁止双活三，双四，长连，下出則判敗。若某一手導致五连與禁手同時出現時，則算勝不算禁。白棋下出長連亦可獲勝。

## 衍生
1988年8月8日在瑞典成立了国际连珠联盟（Renju International Federation，RIF）这样的一个连珠国际性组织，创始成员国有日本、苏联、瑞典。自1989年起，世界连珠錦標賽（個人賽）每两年举办一次，分资格赛（QT）及之後的冠军赛（AT）、女子赛（WT）和公开赛（BT）四个比赛项目。至第十六屆，日本獲得四次世锦赛冠軍，愛沙尼亞六次，中國四次，俄羅斯两次。第十一屆同時也復辦五子棋（Gomoku）世錦賽。
因為原本的連珠被證明先手仍然必勝，所以在專業比賽時，還需要開局規則來平衡，国际连珠联盟在第一屆到第十屆世界连珠锦标赛先採用三手交換，五手兩打的RIF规则，後為適應不同層次的連珠愛好者參與比賽，現代連珠比賽有多套開局規則並行，相繼衍生出山口规则、索索夫规则、坂田规则、塔拉-山口規則、塔拉尼科夫规则、連換規則等。目前國際連珠聯盟認可上述前四種規則。

## 计算机与连珠
原始的没有附加规则的连珠被证明存在完美对策使得先手必胜。然而，对于专业比赛中采用的平衡开局规则，如目前世錦賽使用的Soosõrv-8的規則，并没有被证明存在必胜策略。
世界电脑连珠锦标赛（The Renju World Computer Championship）从1991年开始，至2004年终止共举办了4届。自2016起，五子棋人工智能比赛Gomocup增设了连珠组，比赛每年举行一次。
2000年，计算机程序Meijin-2000参与了莫斯科公开赛（Moscow Open Tournament），使得它成为首个在公开比赛中与人类棋手较量的程序。然而，2017年前，并没有计算机程序在公开比赛中战胜人类顶尖高手的记录。2017年7月，人工智能冠军程序弈心与台湾名人林书玄进行了4局比赛，弈心以3胜1负获胜。2018年4月，弈心与前世界冠军祁观进行了5局比赛，并以2.5:2.5的成绩战平。

## 连珠活动在中国的发展
1990年，由那威等十几名五子棋爱好者，共同发起并成立了中国第一个现代专业五子棋的民间组织——京都五子棋队。那威于1995年7月赴爱沙尼亚参加第四届世界连珠锦标赛國際公開賽（BT），并排名第28位。
1996年，RIFCHINA作为中国的五子棋民间组织，加入了国际连珠联盟。同年，CCTV-5开播了由那威、彭建国主讲的连珠五子棋电视讲座。1999年7月，在北京成功地举办了第六届世界連珠锦标赛，有来自11个国家的70多选手参与。中国选手张进宇在A组取得了第九名，白涛在公開賽（BT）獲得第一名，少年选手陆瑶獲得女子组第四名。2001、2002年中国棋手张进宇（freefish）连续两次获得世界连珠通信錦標赛亚军。2003年，世界连珠通信錦標赛冠军最终被中国棋手陈伟（chinastar）夺得。
2007年8月15日，吴镝夺得第10届世界连珠锦标赛冠军，这是中国棋手首次夺得五子棋世界冠军。2011年和2019年，曹冬分别夺得第12届和第16届世界连珠锦标赛冠军。2012年，世界连珠团体锦标赛于北京举办。2015年，祁观夺得第14届世界连珠锦标赛冠军。在2010年和2018年，中国两次获得世界连珠团体锦标赛冠军。
2018年6月，中国棋院取代RIFCHINA成为中华人民共和国的代表，正式加入国际连珠联盟。

## 世界锦标赛
国际连珠联盟（RIF）定期举办各项世界锦标赛。
世界连珠锦标赛自从1989年开始，每两年举办一次。开局规则在2009年到2015年间使用山口规则，2017年到2023年使用索索夫-8规则。
女子世界锦标赛自1997年开始，每两年举办一次，与世界锦标赛一同举行，并使用相同规则。
世界团体锦标赛自1996年开始，每两年举办一次。2010年到2016年间使用山口规则，2018年使用索索夫-8规则，自2024年开始使用塔拉-山口-10规则。

## 外部連結
- 励精连珠教室 （页面存档备份，存于） 连珠普及网站
- 台灣五子棋協會 （页面存档备份，存于）
- 五子棋教學網站 （页面存档备份，存于）
- RenjuNet（页面存档备份，存于） 國際連珠聯盟網站
- 中华连珠网 （页面存档备份，存于）
- 五林大會 （页面存档备份，存于） 中國著名對弈平台，可選擇三種Gomoku及六種Renju規則。
- Renju Offline （页面存档备份，存于） 著名慢棋網站，有七種開局規則可選擇。過去曾舉辦每年的World Championship in Correspondence Renju。
- PLAYFIVE.NET（页面存档备份，存于） 線上五子棋對弈網站，支持多種語言。免註冊的訪客也可遊玩，可選擇Standard Gomoku、Swap2、Soosõrv-8及Taraguchi-10規則。
- Vint.ee （页面存档备份，存于） 愛沙尼亞著名線上益智遊戲網站，支持多種語言。五子棋Gomoku可選擇Standard Gomoku、Swap2，Renju則是Taraguchi-10規則。
- 連珠小站 （页面存档备份，存于） 著名連珠慢棋網站，支持中文和英文。五子棋和連珠可選擇高達十六種規則。2021年起至今舉辦每年的World Championship in Correspondence Renju。